# Vicat
Vicat (Euronext: VCT) es una empresa cementera fundada por Joseph Vicat, hijo de Louis Vicat, en 1853 en Vif (cerca de Grenoble, en el departamento de Isère), hoy cotizada en bolsa, pero cuyo capital sigue estando controlado por la familia Merceron - Vicat.
La empresa Vicat siempre ha tenido una importante actividad investigadora y, dominando los procesos de fabricación, se ha especializado en trabajos importantes con cementos de alta tecnología como el Double Artificiel Vicat desarrollado en 1857.
Su actividad se ha desarrollado en Francia a través de la integración vertical, luego en el extranjero a través de adquisiciones y, más recientemente, mediante la construcción de fábricas greenfield.